# Семенов Родіон Семенович
Родіон Семенович Семенов (1891, село Старінка Смоленської губернії, тепер Рославльського району Смоленської області, Російська Федерація — розстріляний 29 серпня 1938, місто Москва) — радянський діяч, голова виконавчого комітету Горьковської міської ради, в.о. голови виконавчого комітету Сталінградської обласної ради. Депутат Верховної Ради СРСР 1-го скликання (1937—1938).

## Біографія
Народився в селянській родині.
З 1913 по 1918 рік служив у російській армії, учасник Першої світової війни.
Член РСДРП(б) з серпня 1917 року.
У 1918—1920 роках служив у Червоній армії. У 1920—1922 роках — в органах Всеросійської надзвичайної комісії (ВЧК) Мінська, Смоленська і Тирасполя.
З 1922 року працював у Нижньогородській губернії: в управлінні Волзького округу шляхів сполучення, у виконавчому комітеті Канавинської районної ради міста Нижнього Новгороду, у Нижньогородському губернському комунальному відділі. Декілька років працював директором Кулебацького металургійного заводу, потім — в Нижньогородській крайовій раді народного господарства, був уповноваженим Народного комісаріату важкої промисловості СРСР по Горьковському краю.
У 1934—1937 роках — голова виконавчого комітету Горьковської міської ради.
У листопаді 1937 — червні 1938 року — в.о. голови, голова виконавчого комітету Сталінградської обласної ради.
4 червня 1938 року заарештований органами НКВС СРСР у Москві. 29 серпня 1938 року засуджений Воєнною колегією Верховного суду СРСР до розстрілу. Того ж дня розстріляний. Реабілітований посмертно.